# Tadeusz Czechowski

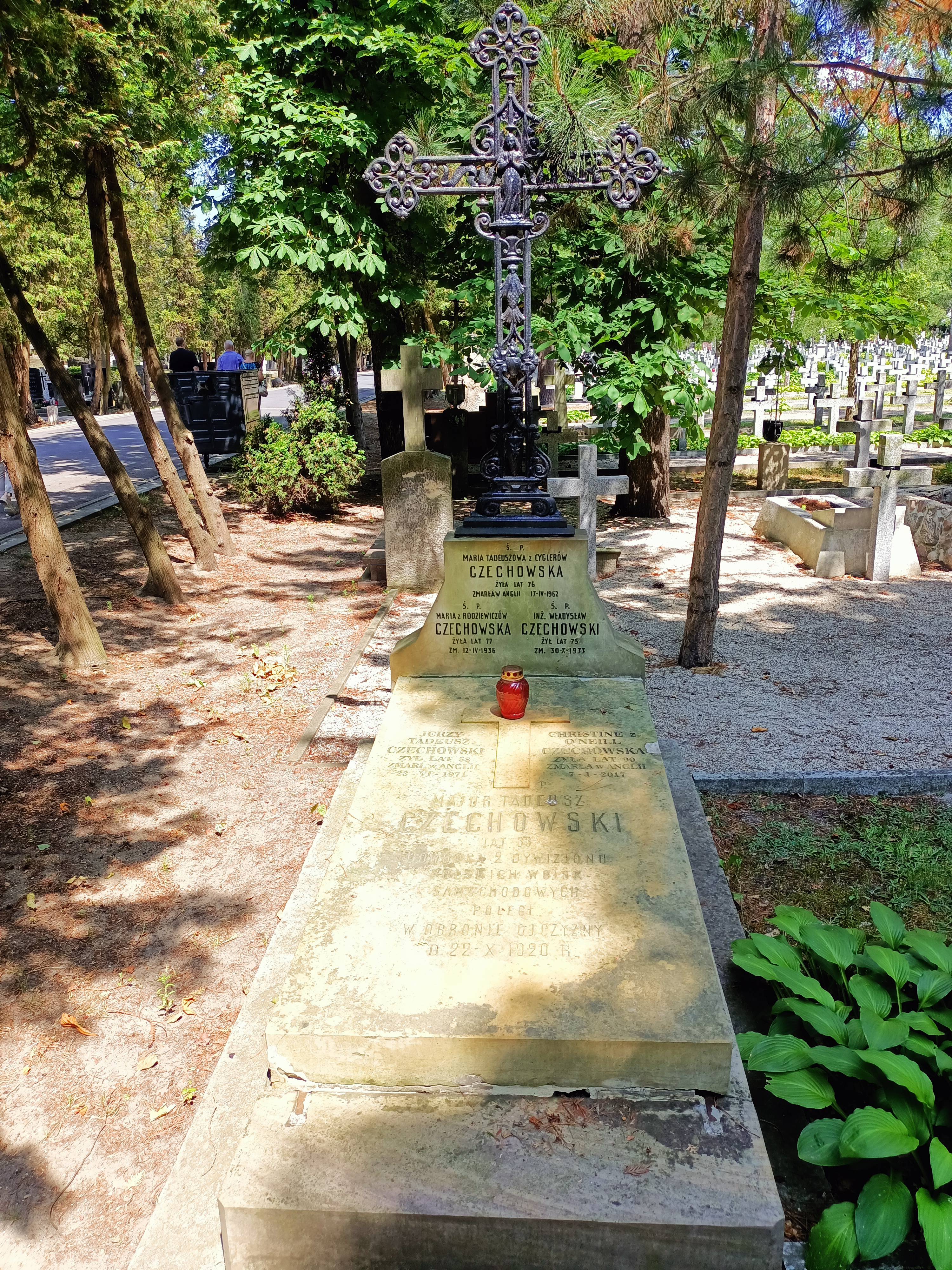
Grób Tadeusza Czechowskiego na Cmentarzu Wojskowym na Powązkach

Tadeusz Czechowski (ur. 12 września 1927 w Warszawie, zm. 16 stycznia 2006 tamże) – polski aktor teatralny i filmowy.

## Życiorys
Był członkiem zespołów: Teatru Miasta Świdnicy (1948-1949), Teatru im. Stefana Jaracza w Łodzi (1949-1950) oraz warszawskich: Teatru Narodowego (1950-1951, 1969-1979) oraz Teatru Powszechnego (1951-1969). Wystąpił również w dwudziestu spektaklach Teatru Telewizji (1958-1977) oraz trzech audycjach Teatru Polskiego Radia (1959-1973).

## Filmografia
- Wielka miłość Balzaka (1973) - odc. 3
- Wielkanoc (1974)
- Noce i dnie (1975)
- Czterdziestolatek (1975) - "stały bywalec" w kawiarni (odc. 8)
- Terrarium (1979) - były mąż Marii
- Sekret Enigmy (1979) - gen. Tadeusz Kasprzycki
- Tajemnica Enigmy (1979) - gen. Tadeusz Kasprzycki (odc. 1)
- Dyrygent (1979) - pan Tadzio, skrzypek w orkiestrze
- Krach Operacji Terror (1980)
- Dom (1980) - minister administracji publicznej (odc. 1)
- Ciosy (1980)
- Przyjaciele (1984) - odc. 4
- Najdłuższa wojna nowoczesnej Europy (1981) - Eugen von Puttkamer, nadprezydent Prowincji Poznańskiej (odc. 5)